# Paul Ygartua
 (septembre 2024).
Paul Ygartua, né le 16 juin 1945 à Bebington, est un artiste canadien d'origine britannique. Peintre à l'huile et dessinateur, il a travaillé dans divers styles au cours de sa carrière,,,.

## Biographie

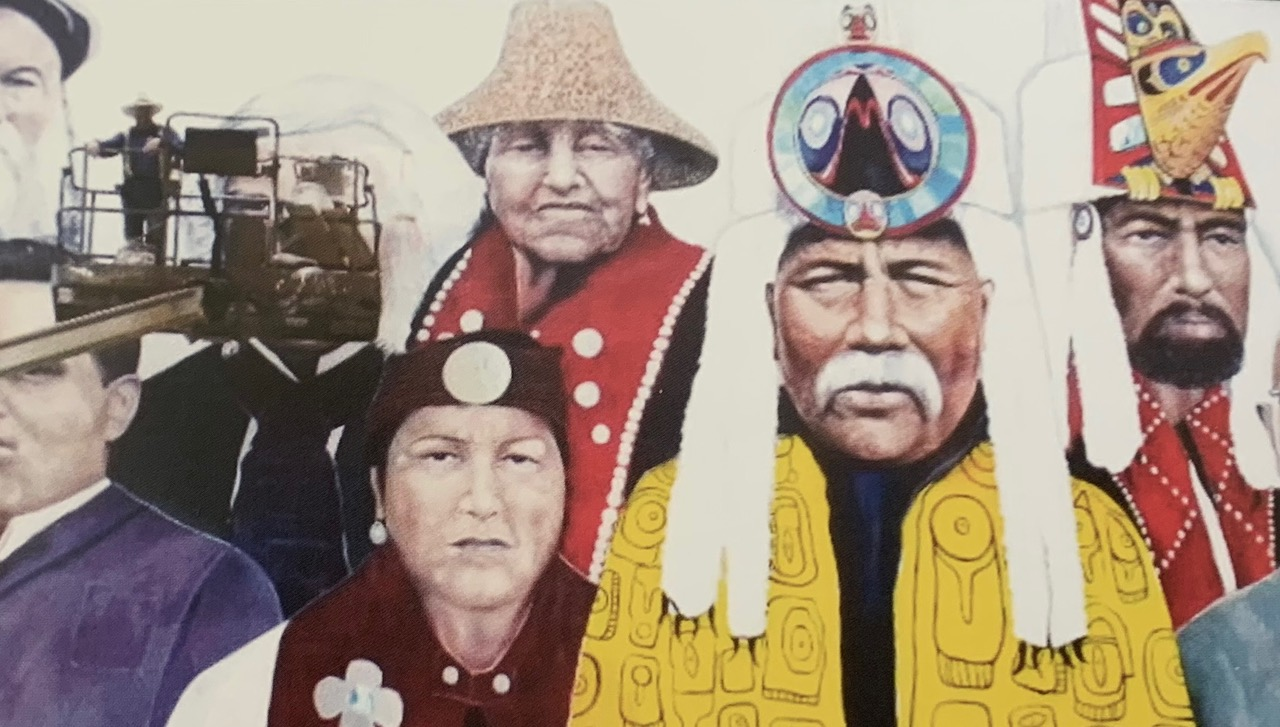
les autochtones Heiltsuk -- avec les cinq autochtones

### Jeunesse et éducation
Ygartua est né à Bebington, en Angleterre, une banlieue de Liverpool. Il a obtenu son diplôme en Design Industriel de la Liverpool College of Art (en) en 1965. Il a émigré à Vancouver, en Colombie-Britannique, Canada, en 1966.

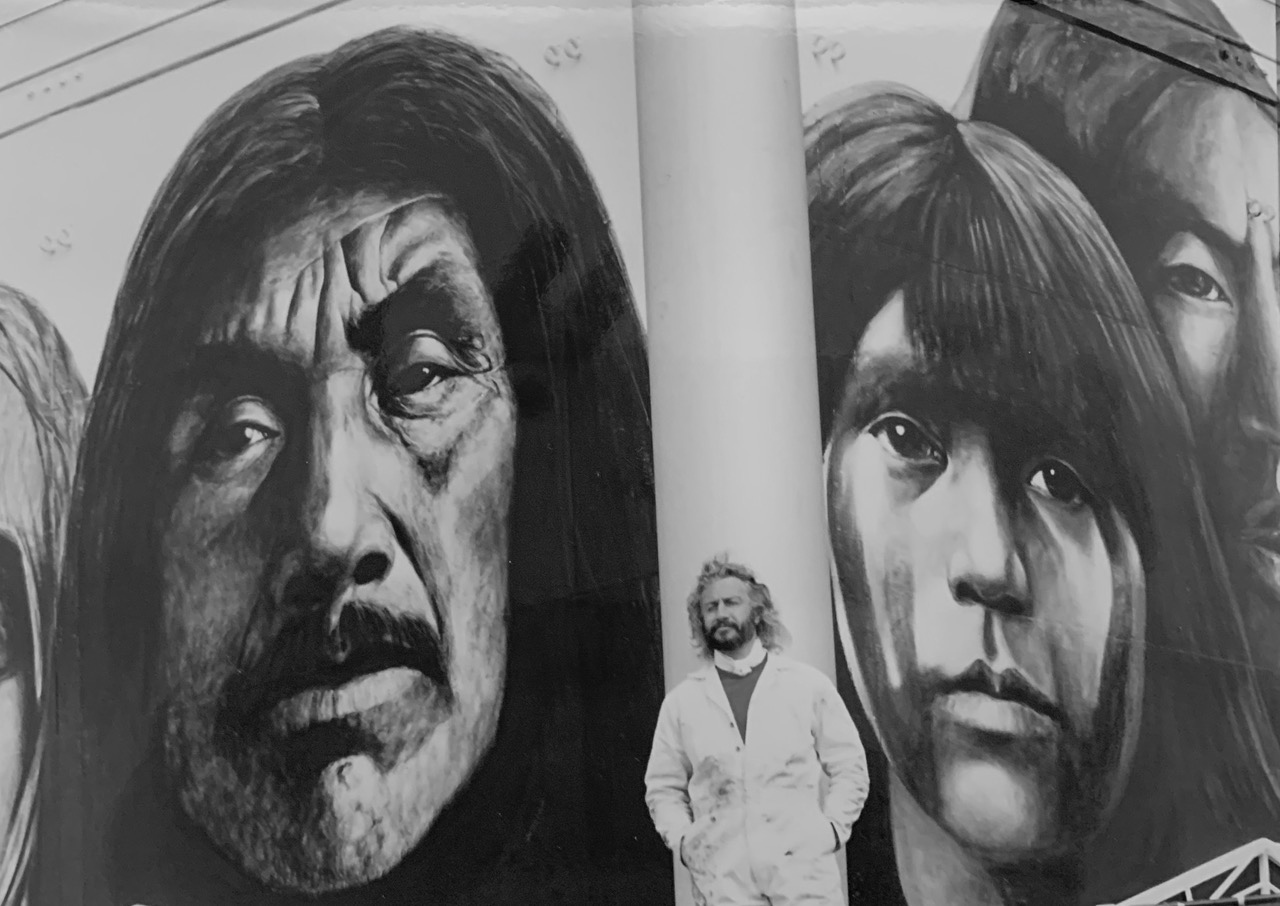
Monde Uni 1986 Acrylique sur Mur

### Carrière
Ygartua travaille en tant qu'artiste à temps plein depuis environ 1968. Il a réalisé des projets artistiques dans plusieurs villes internationales, notamment Berlin (1968), Acapulco et Cabo San Lucas au Mexique (1971, 1999 et 2000), Crète et Corfou en Grèce (1972), Grande Canarie aux Îles Canaries (1973), Scottsdale en Arizona (1976), La Nouvelle-Orléans en Louisiane (1978), Jérusalem en Israël (1980), Honolulu à Hawaï (1981 et 1982), Rio de Janeiro au Brésil (1984), San Juan à Porto Rico (1985), Québec au Canada (1994), Sydney en Australie (2002) et Montréal au Canada (2001). Ses lieux de travail les plus fréquents en dehors de Vancouver incluent Cannes et Paris en France, Londres en Angleterre, ainsi que Bilbao et Barcelone en Espagne,,.
Il utilise divers médias tels que l'acrylique sur toile, la fresque, l’huile, le graphite, la plume et l'encre, le pastel, l'affiche, la lithographie et les techniques mixtes. Ses œuvres abordent des sujets variés comme les portraits, les figures, la nature morte, les nus, les paysages, les marines, les vues urbaines, ainsi que des thèmes sociaux et culturels. Ses styles incluent le Réalisme, le Fauvisme, l'Expressionnisme Abstrait et le Surréalisme,,.
Ses fresques ont été documentées dans plusieurs ouvrages, dont The Expo Celebration: The Official Retrospective Book (1986), Canadian Landmarks and Popular Places (1991), The Chemainus Murals (1993), Canada: Coast to Coast (1998), et l'Encyclopedia of British Columbia (en) (2000),,,,,.
Ygartua a exposé ses œuvres dans diverses institutions, notamment la Fédération des Artistes Canadiens (1979, 1981 et 1987), le New York Art Expo (1987), le Salon d'Automne au Grand Palais à Paris (1990, 1992, 1994 et 1995), la Canadian Heritage Art Society (1991), le Tokyo Metropolitan Art Museum (1991, 1992 et 1997), la Sala de Cultura à Bilbao (2003), et la Firenze Biennale à Florence (2005),.
Les fresques réalisées par Ygartua incluent des œuvres à Waikiki à Hawaï (Rodeo Club, 7 pi X 25 pi – 1981), Chemainus en Colombie-Britannique (Native Heritage, 25 pi X 50 pi – 1983 et The Hermit, 8 pi X 16 pi – 2008), Vancouver (EXPO '86 Pavilion des Nations Unies A World United, 30 pi X 100 pi – 1986), Oshawa en Ontario (Oshawa Generals, 15 pi X 35 pi – 1997), Ely au Nevada (United by Our Children, 30 pi X 110 pi – 2001), et Gorliz en Espagne (Gorliz Gehituz, 30 pi X 92 pi – 2010),,,,,,,,,,.
Sa plus grande fresque jusqu'à présent, Legends of the Millennium/Salute to the Record Breakers, couvre deux murs de l'usine Beachcomber Hot Tubs and Spa à Surrey, en Colombie-Britannique. Réalisée en 2000 et restaurée en 2011, cette fresque mesure plus de 9000 pieds carrés (24 pi X 390 pi),,,,.
La fresque la plus récente de Ygartua, Bella Bella – United in History, a été commandée par Shearwater Marine Group pour commémorer l'histoire de Bella Bella, en Colombie-Britannique. Mesurant 22' X 120', elle représente dix-sept personnes ayant marqué l'histoire de Bella Bella depuis sa création en tant que poste de traite en 1833. La fresque a été peinte en 20 jours (du 22 mai au 10 juin 2013) sur le côté d'un hangar d'avion de la Seconde Guerre mondiale sur l'île Denny,,,.